# Spodnje Laže
Spodnje Laže so naselje v Občini Slovenske Konjice.